# Медичи, Мария Магдалина
Мари́я Магдали́на Ме́дичи (итал. Maria Maddalena de' Medici; 29 июня 1600, Флоренция, Великое герцогство Тосканское — 28 декабря 1633, там же) — принцесса из дома Медичи, дочь Фердинандо I, великого герцога Тосканского; родилась инвалидом и всю жизнь провела во дворце Крочетта, построенном специально для неё при монастыре доминиканок.

## Биография
Принцесса Мария Магдалина родилась во Флоренции 29 июня 1600 года. Она была восьмым ребёнком и третьей дочерью Фердинандо I, великого герцога Тосканы и Кристины Лотарингской, принцессы из Лотарингского дома. По отцовской линии приходилась внучкой Козимо I, великому герцогу Тосканы и Элеоноре Альварес де Толедо, аристократке из дома Альварес де Толедо, состоявшей в родстве с королями Испании. По материнской линии была внучкой Карла III, герцога Лотарингии и Клавдии Французской, принцессы из дома Валуа. Прабабкой Элеоноры по материнской линии была французская королева Екатерина Медичи.
Мария Магдалина имела врождённые пороки в развитии конечностей, из-за которых её крестили только в возрасте девяти лет. Современник принцессы, флорентиец Паоло Вердзони в своём дневнике называет её инвалидом. По мнению итальянского врача Гаэтано Пьераччини, основанного на исследовании прижизненных портретов принцессы, Мария Магдалина имела очень короткие ноги. По заказу великого герцога, архитектор Джулио Париджи построил для неё дворец при монастыре Крочетта во Флоренции. Так, как принцесса с трудом передвигалась по ступенькам, специально для неё архитектор разработал во дворце систему пандусов. Он также соединил дворец с рядом зданий крытыми переходами, позволявшими ей передвигаться по городу, например, посещать богослужения в базилике Благовещения, не привлекая к себе внимания посторонних.
По понятной причине, Мария Магдалина не входила в число дочерей великого герцога, на которых двор во Флоренции имел матримониальные планы. 24 мая 1621 года принцессу перевезли во дворец Крочетта, где она прожила следующие двенадцать лет. Рядом с ней постоянно находились шестеро слуг. Несмотря на принятую в то время традицию, по которой женщина или выходила замуж, или принимала монашество, Мария Магдалина не сделала ни первого, ни второго. Она жила при монастыре доминиканок, оставаясь принцессой. Двор во Флоренции получил разрешение для неё и её служанок на подобный образ жизни от римского папы Григория XV.
Мария Магдалина умерла 28 декабря 1633 года во Флоренции. Её похоронили в монастыре Крочетта, согласно собственной воле. В 1857 году останки принцессы были впервые эксгумированы. По свидетельству проводивших эксгумацию исследователей, хорошо сохранились одежда и обувь, в которые она была облачена во время похорон. На скелете было платье из фиолетовой парчи с цветами, вышитыми серебряной нитью, и кожаные туфли с высокой пробковой подошвой. На черепе присутствовала ржавая проволока, некогда бывшая венцом.